# 白龙藁本
白龙藁本（学名：[Ligusticum mairei] 错误：{{Lang}}：文本有斜体标记（帮助））为伞形科藁本属下的一个种。分布于中国云南西北部（德钦）。